# Liste der Kulturdenkmäler in Volkartshain
Die folgende Liste enthält die in der Denkmaltopographie ausgewiesenen Kulturdenkmäler auf dem Gebiet des Ortsteils Volkartshain der Gemeinde Grebenhain, Vogelsbergkreis, Hessen.
Hinweis: Die Reihenfolge der Denkmäler in dieser Liste orientiert sich an der Anschrift, alternativ ist sie auch nach der Bezeichnung oder der Bauzeit sortierbar.
Kulturdenkmäler werden fortlaufend im Denkmalverzeichnis des Landes Hessen durch das Landesamt für Denkmalpflege Hessen auf Basis des Hessischen Denkmalschutzgesetzes (HDSchG) geführt. Die Schutzwürdigkeit eines Kulturdenkmals hängt nicht von der Eintragung in das Denkmalverzeichnis des Landes Hessen oder der Veröffentlichung in der Denkmaltopographie ab.

| Bild            | Bezeichnung                 | Lage                                             | Beschreibung | Bauzeit | Objekt-Nr. |
| --------------- | --------------------------- | ------------------------------------------------ | --- | ------- | ---------- |
| Bild gesucht BW | Gesamtanlage Volkartshain   | Lage                                             | |         |            |
| Bild gesucht BW |                             | Alter Schulweg 3 LageFlur: 1, Flurstück: 14/1    | Wohnhaus einer Hofanlage, 1914 erbaut | 1914    |            |
| Bild gesucht BW | Öffentliche Waage           | Gederner Straße 17 LageFlur: 1, Flurstück: 354   | Wiegehäuschen aus dem frühen 20. Jahrhundert                                                                                                 | 1911    |            |
| Bild gesucht BW | Backhaus                    | Kirchbrachter Weg 1 LageFlur: 1, Flurstück: 69/3 | |         |            |
| Bild gesucht BW |                             | Kirchbrachter Weg 5 LageFlur: 1, Flurstück: 80/2 | Ursprünglich Parallelhof, Wohnhaus im Kern aus dem 18. Jahrhundert und im 19. Jahrhundert erneuert, Wirtschaftstrakt aus dem 19. Jahrhundert |         |            |
| Bild gesucht BW | Evangelische Kirche         | Torweg 3 LageFlur: 1, Flurstück: 24/1            | Durch Umbau einer Zehntscheune entstandene verschindelte Kirche, 1675/79 erbaut, 1813 erneuert                                               | 1675/79 |            |
| Bild gesucht BW | Friedhof, Gefallenendenkmal | Torweg 10 LageFlur: 1, Flurstück: 96/1           | Friedhof 1815 angelegt, Kirchhofsportal nur wenig jünger, Gefallenendenkmal nach dem Zweiten Weltkrieg errichtet                             |         |            |